# Улица Кирова (Минск)
Улица Ки́рова (бел. вуліца Кірава) — улица в центральной части Минска, в Ленинском и Октябрьском районах.

## История
в 1934 году названа в честь Сергея Мироновича Кирова. Ранее две самостоятельных улицы назывались Михайловской (позднее — 11 июля) и Магазинной (позднее — Университетской).

## Описание
Расположена между улицей Бобруйской в районе Привокзальной площади и улицей Янки Купалы. Пересекает улицы: Свердлова, Володарского, Комсомольскую, Ленина, Энгельса, Красноармейскую. Рядом расположены станции метрополитена Площадь Ленина, Купаловская и Октябрьская.
Нумерация домов — от Привокзальной площади.

## Здания и сооружения
По нечётной стороне:
- № 1 — «Ворота Минска» (левый дом), 1950-е гг.
- № 5 — суд Евразийского экономического союза, бывший дом Козиной, 1890-е гг.
- № 11 — дом Костровицкой, 1911 год
- № 13 — Crowne Plaza, 1934—1938 гг.
- № 15 — здание Министерства сельского хозяйства и продовольствия Республики Беларусь, 1952 год
- № 17 — здание Исполнительного комитета СНГ, 1953—1956 гг.

По чётной стороне:
- № 2 — «Ворота Минска» (правый дом), 1950-е гг.
- № 8 — стадион «Динамо»
- № 14 — Министерство иностранных дел Республики Беларусь
- № 18 — Президент-Отель . В сентябре 2014 года там был подписан Минский меморандум
- № 26 — государственное информационное агентство БелТА

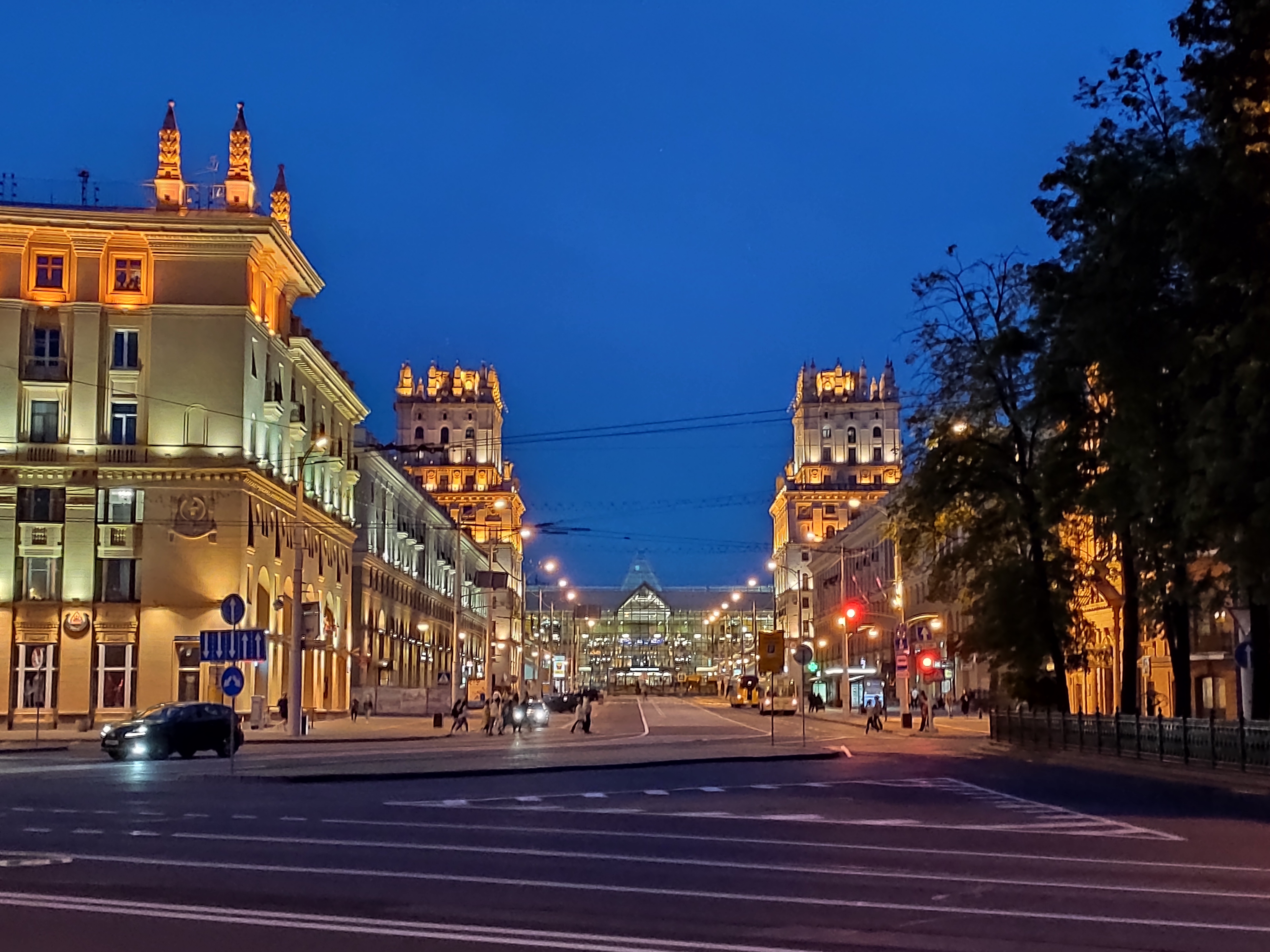
Вечерняя подсветка зданий на ул. Кирова
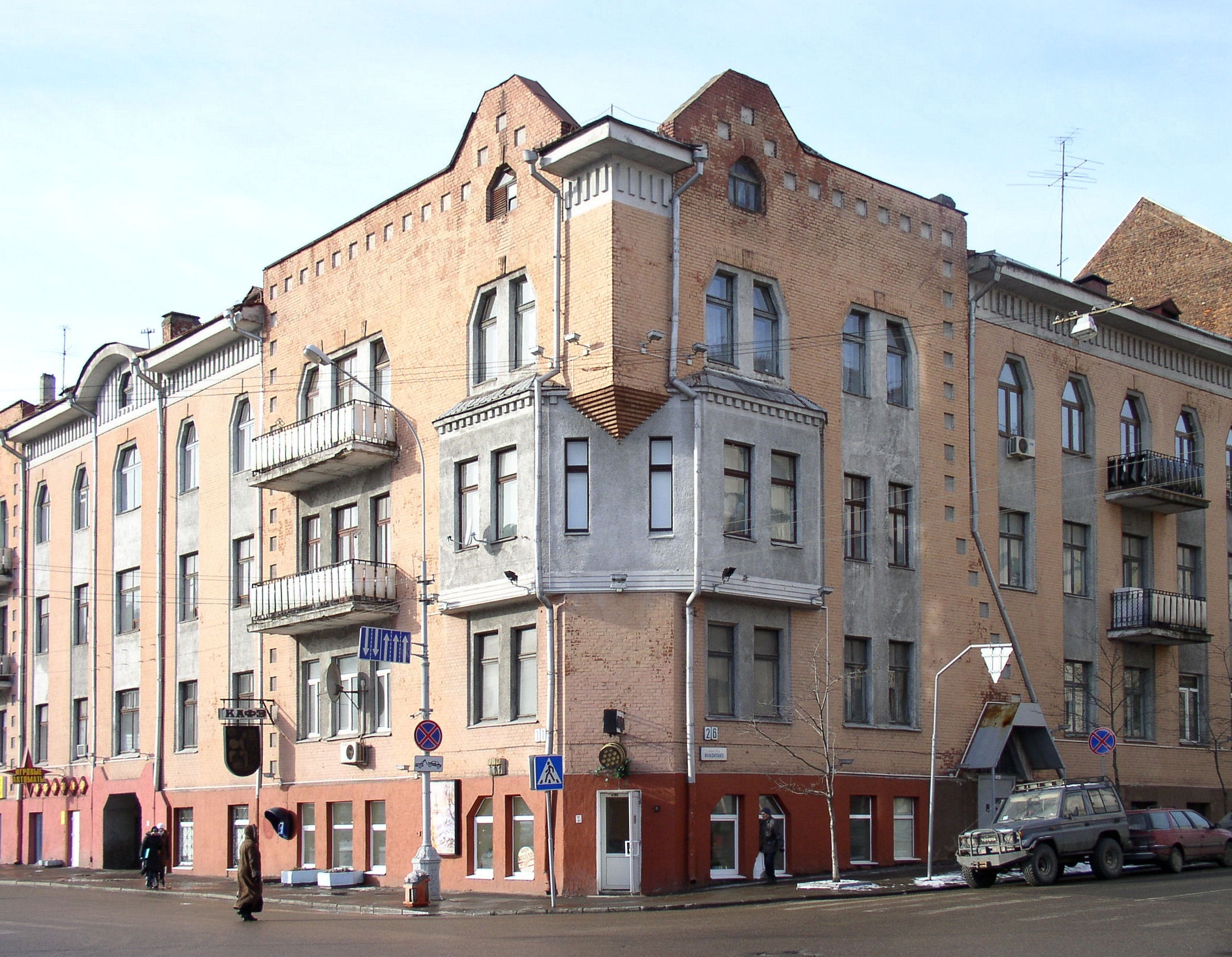
Дом Костровицкой на ул. Кирова, 11
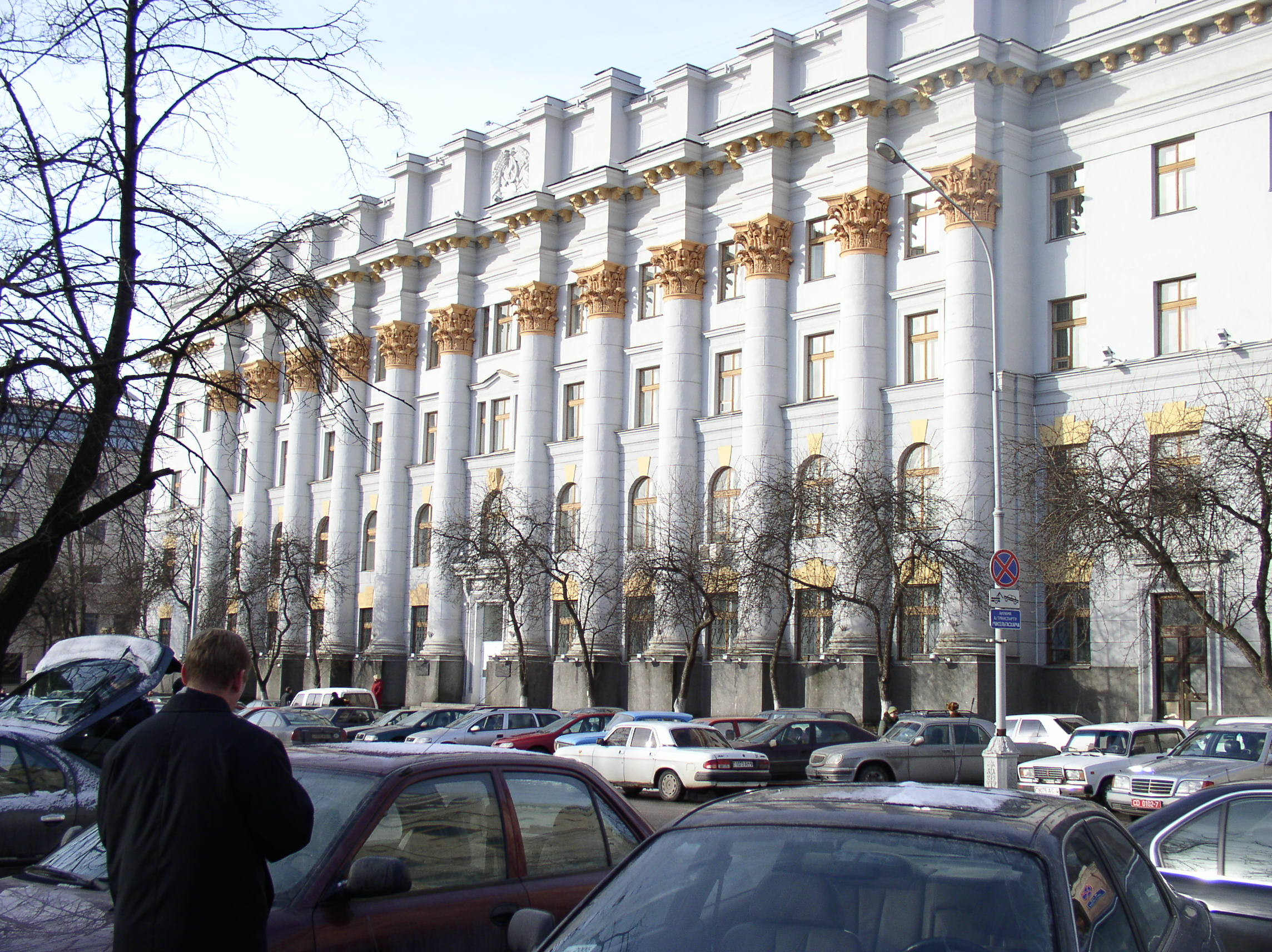
Министерство сельского хозяйства и продовольствия
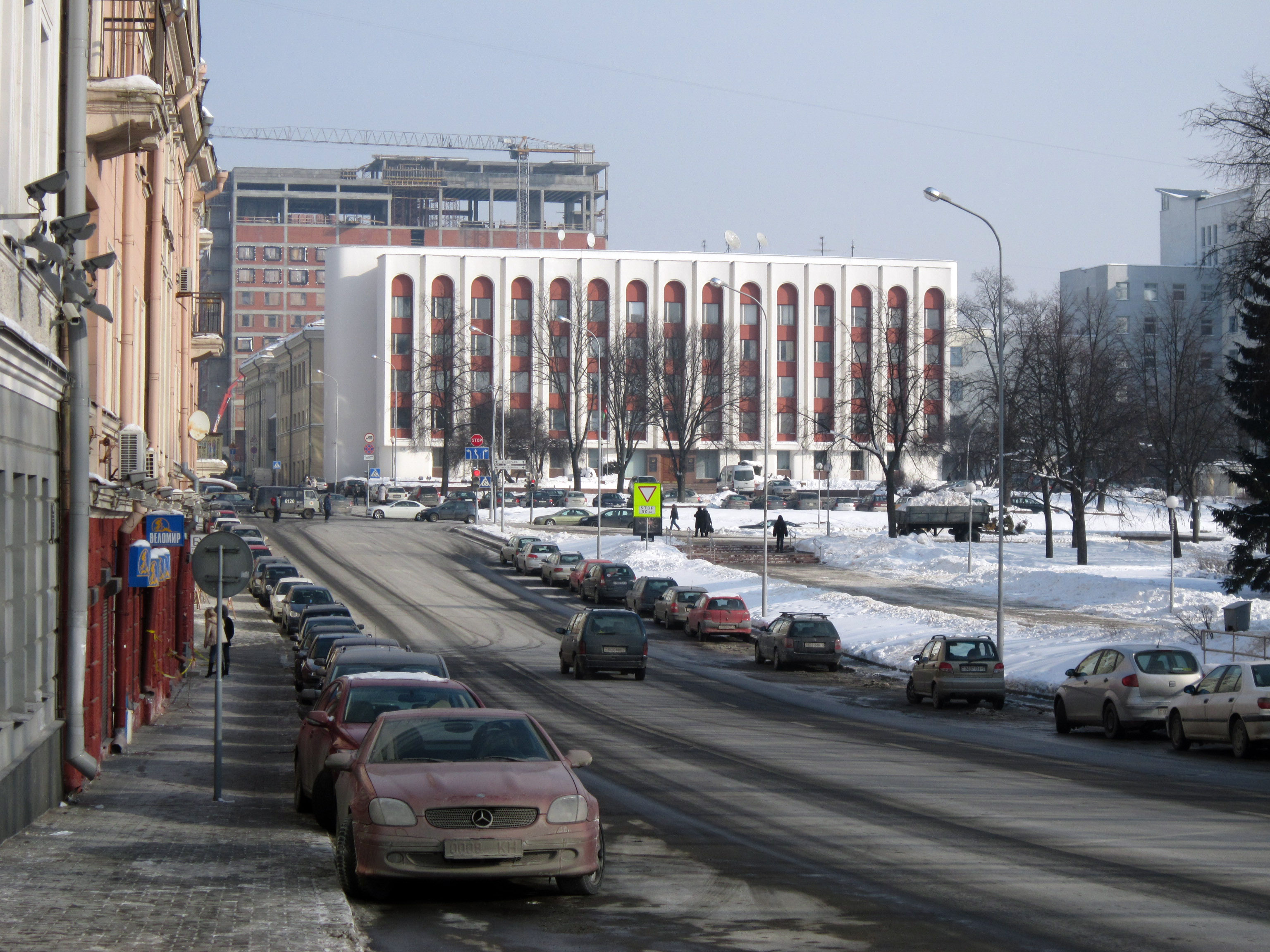
Вид на улицу Кирова
Здание «Президент-отеля» , где был подписан Минский  Протокол